# Complexo de Farahabad

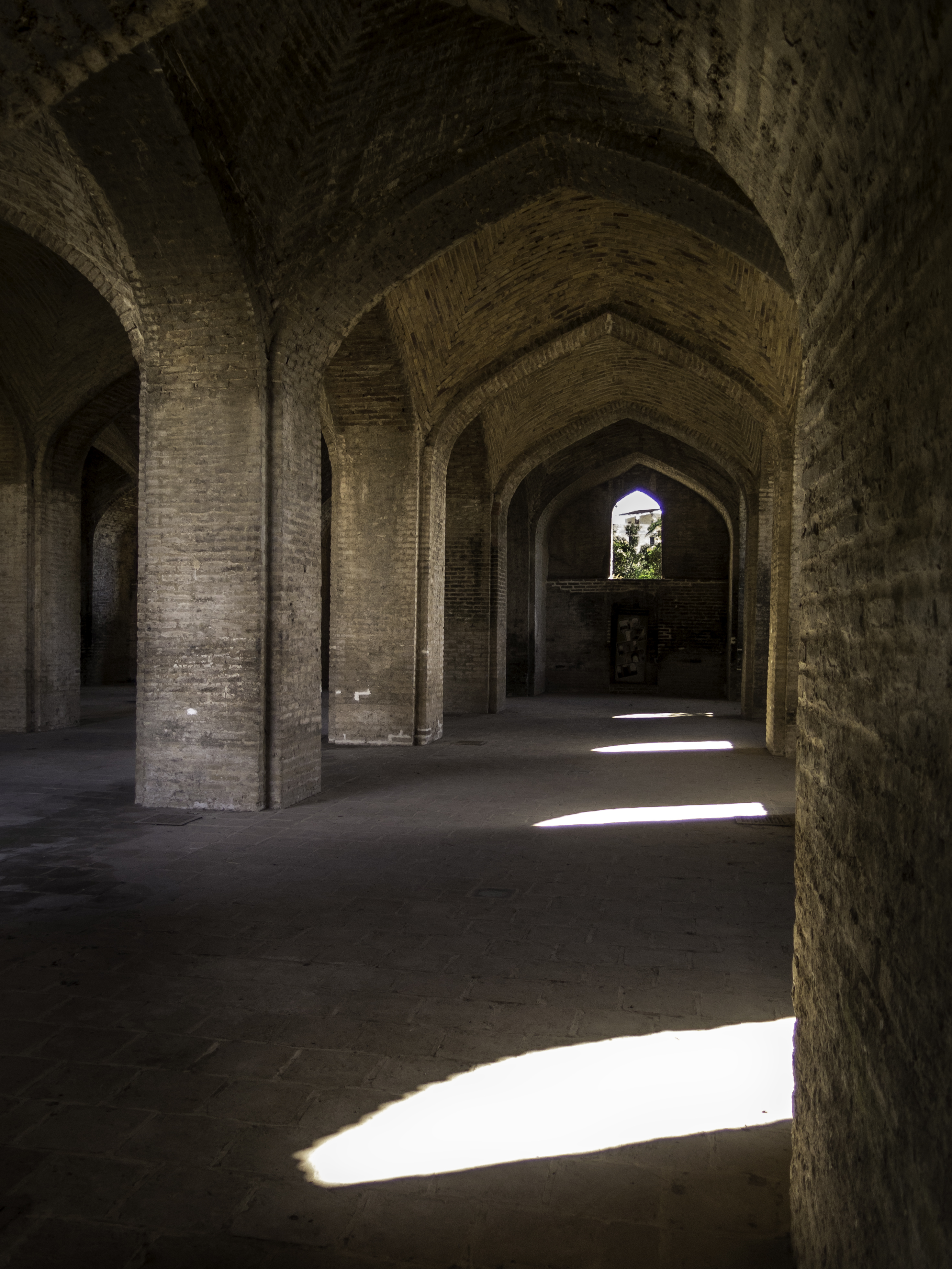

Complexo de Farahabad é uma coleção de monumentos que se relacionam com os restos da cidade velha de Farahabad, Mazandarão. Foi construído durante o reinado de Abas I.

## Galeria

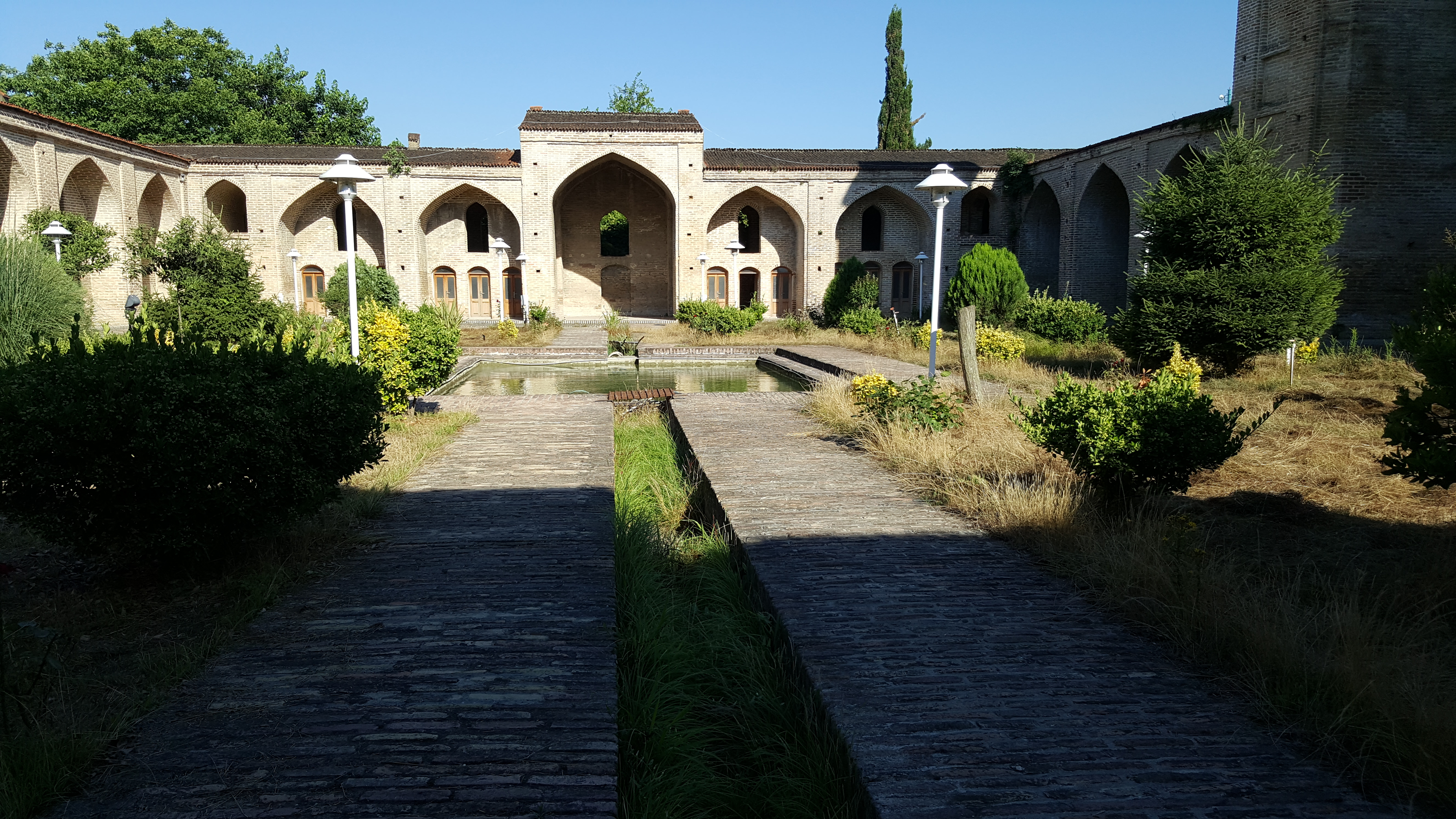
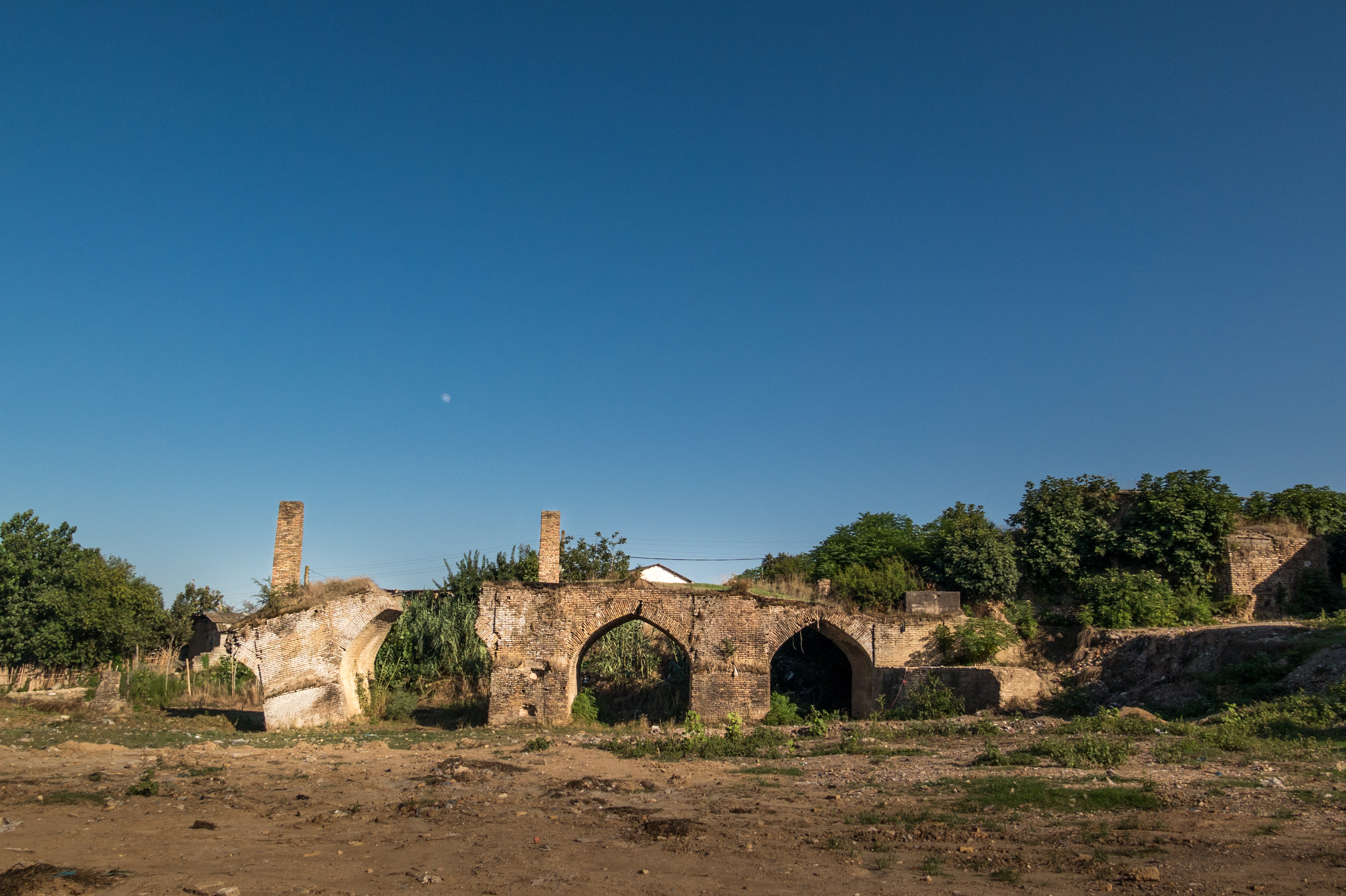
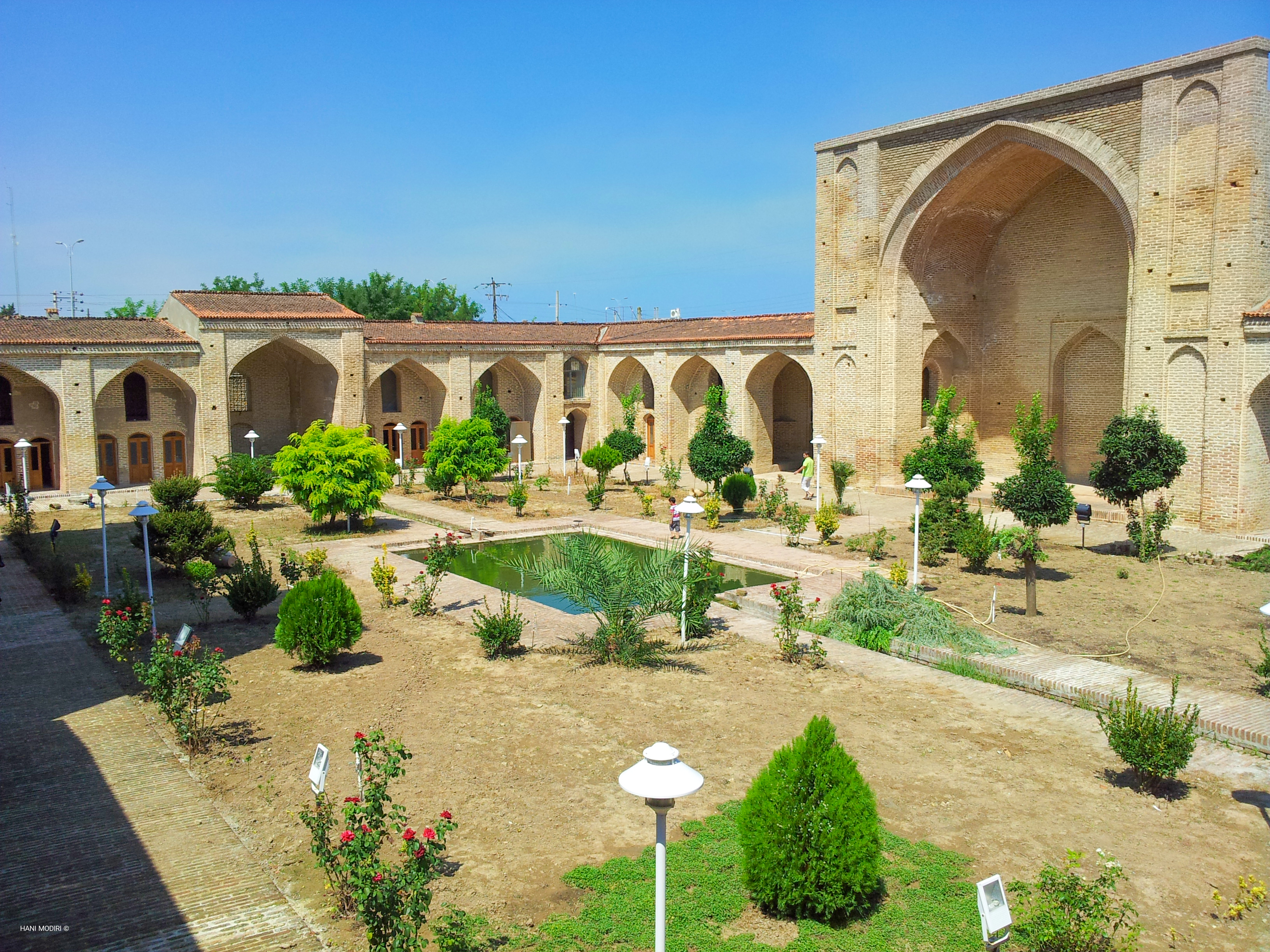
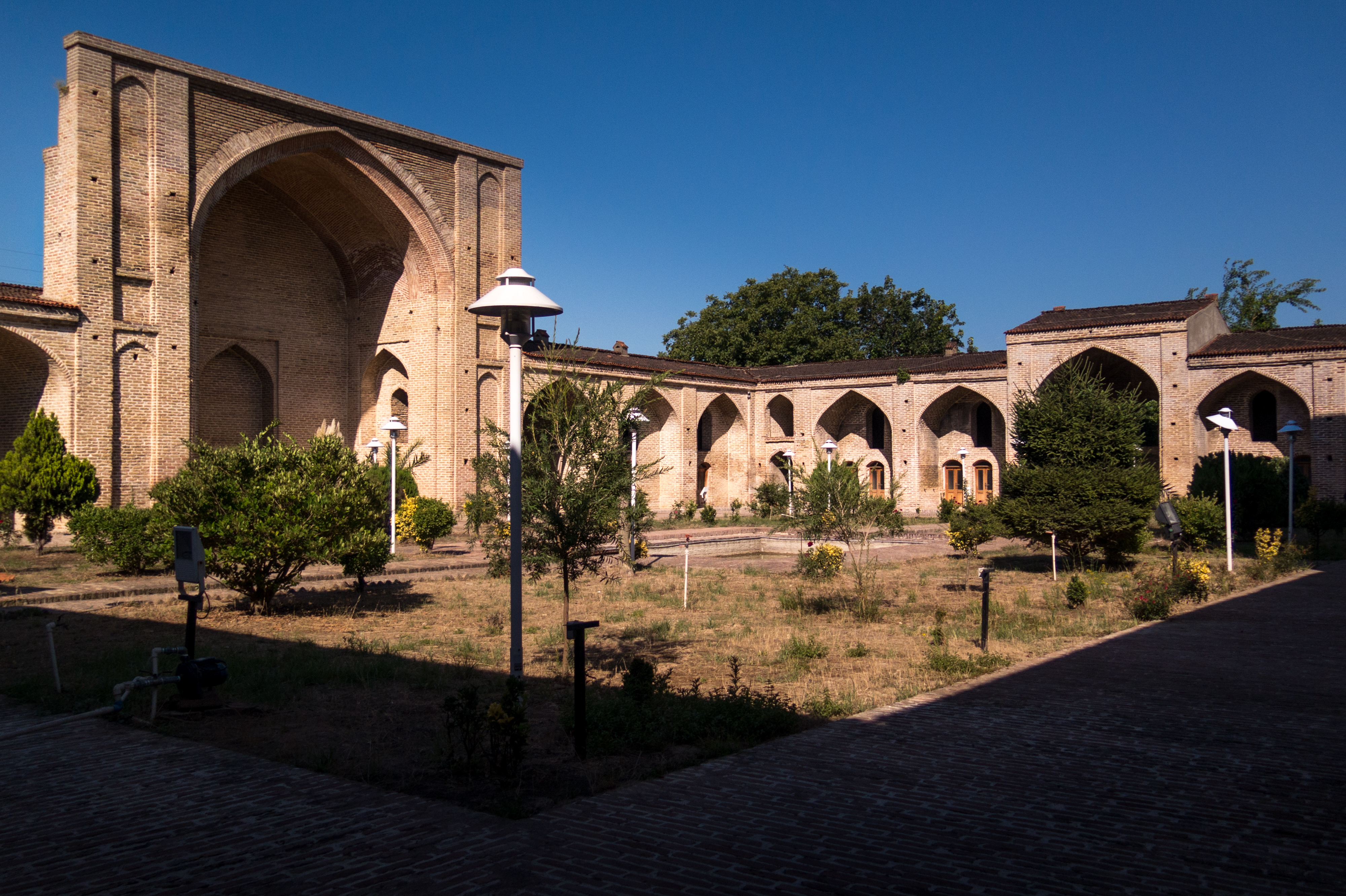
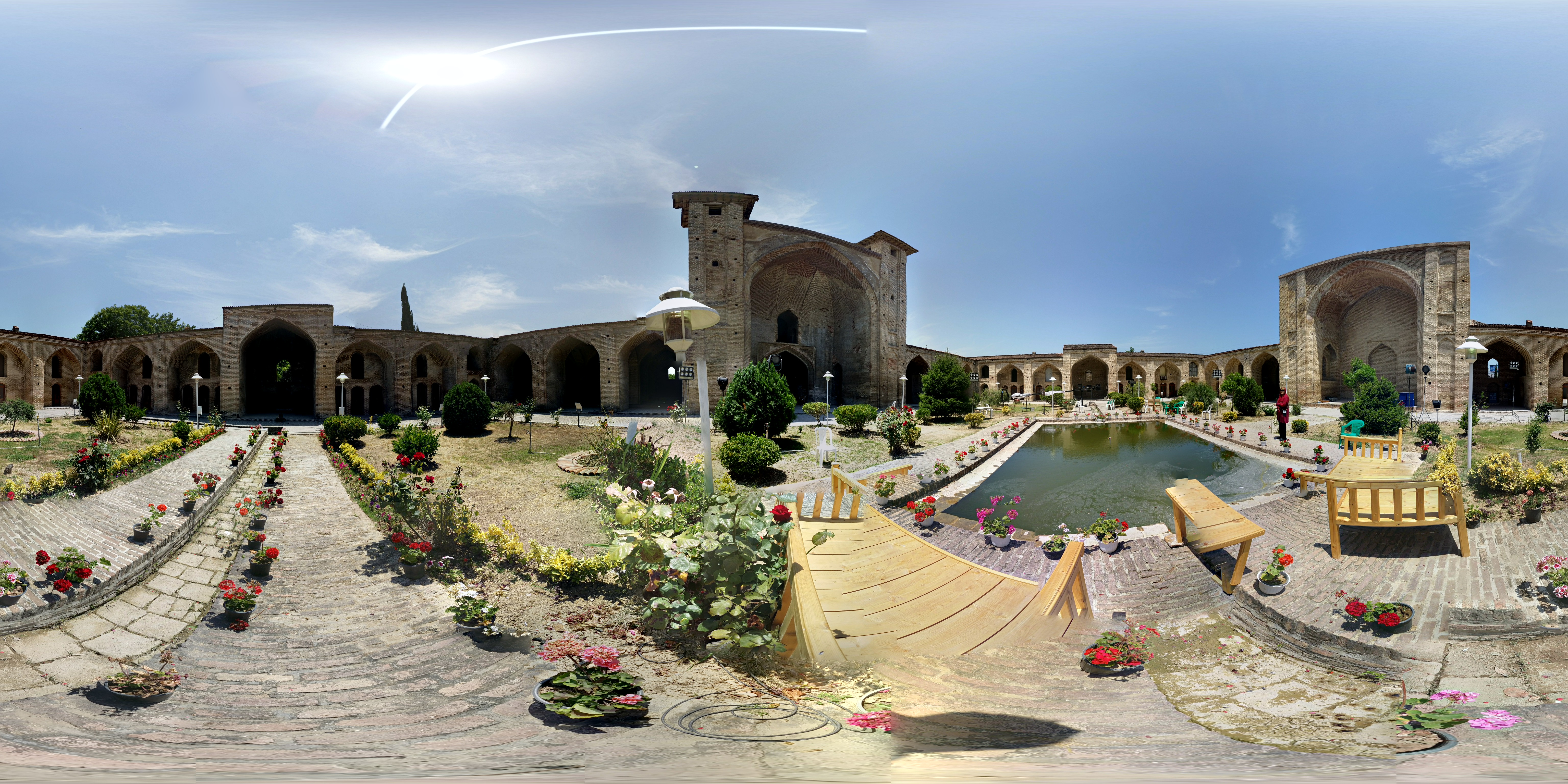
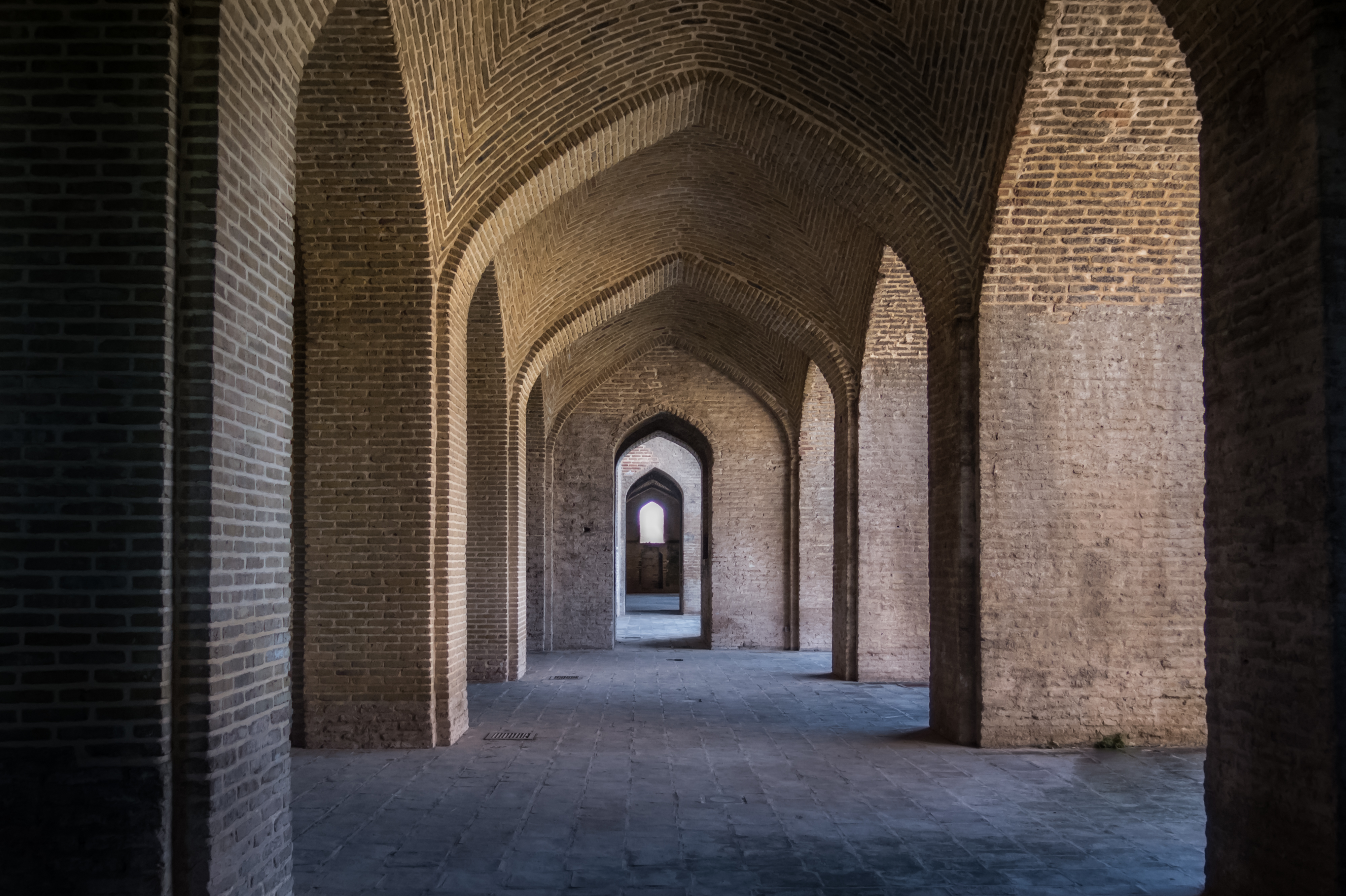
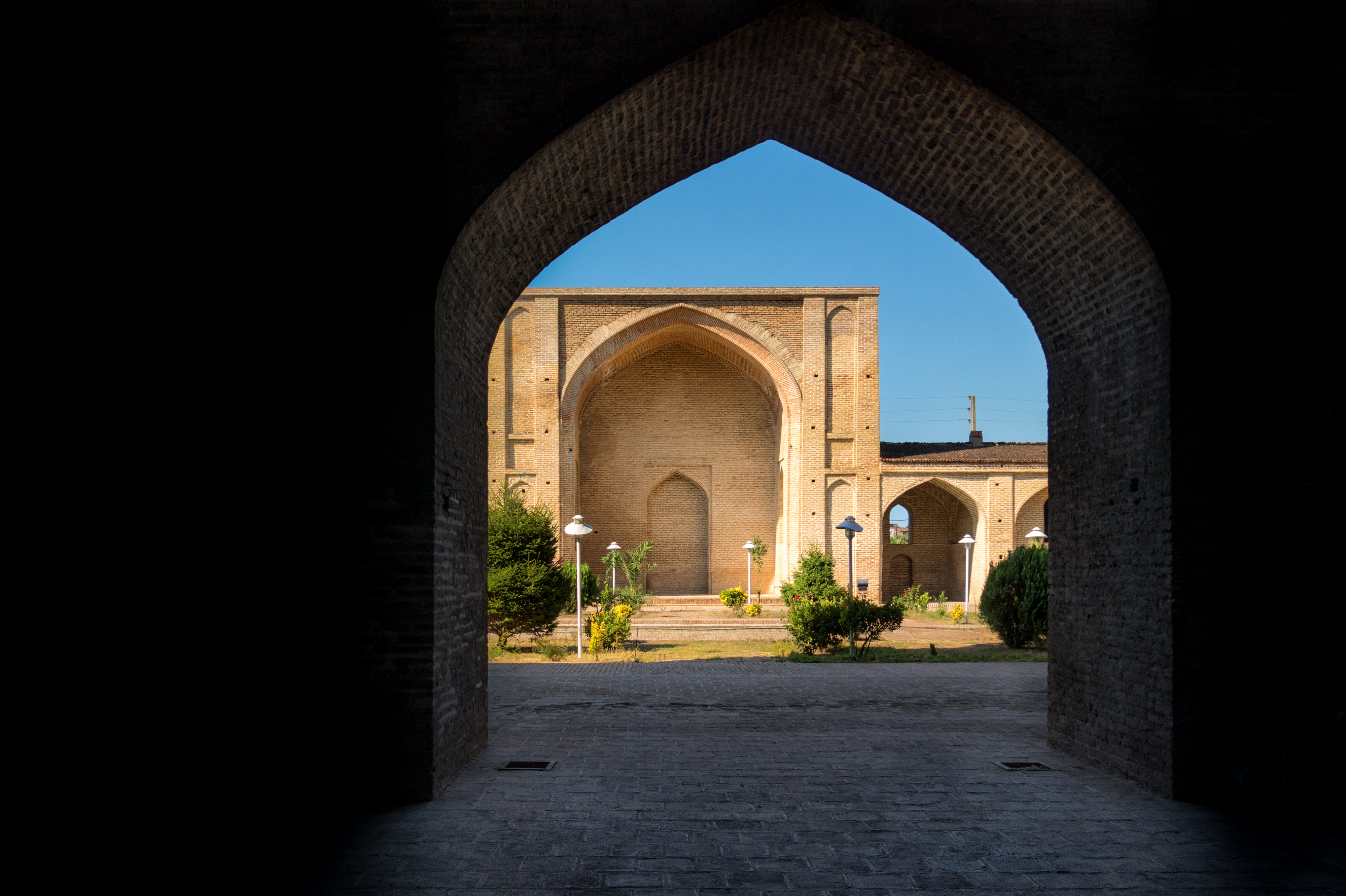
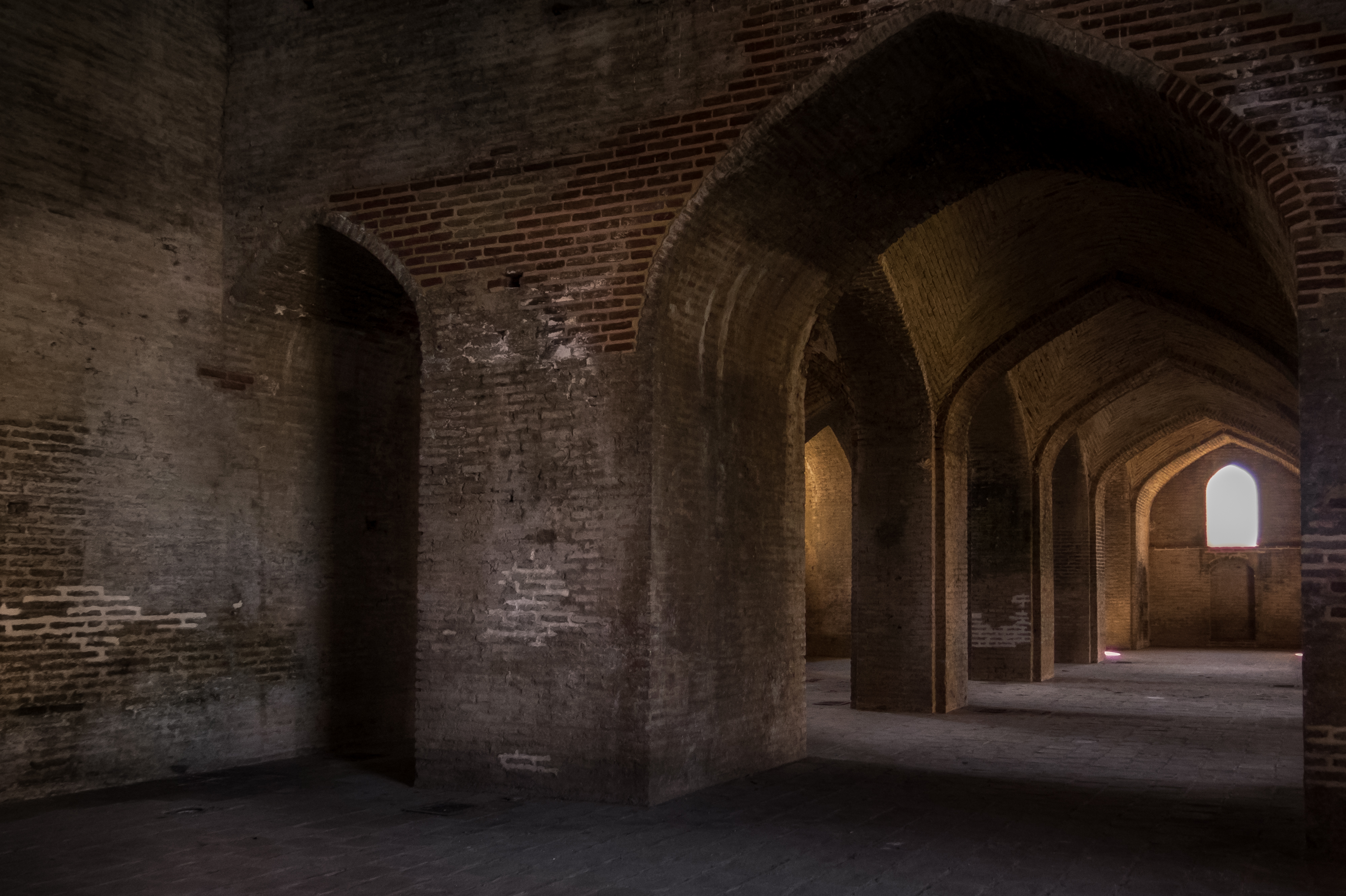
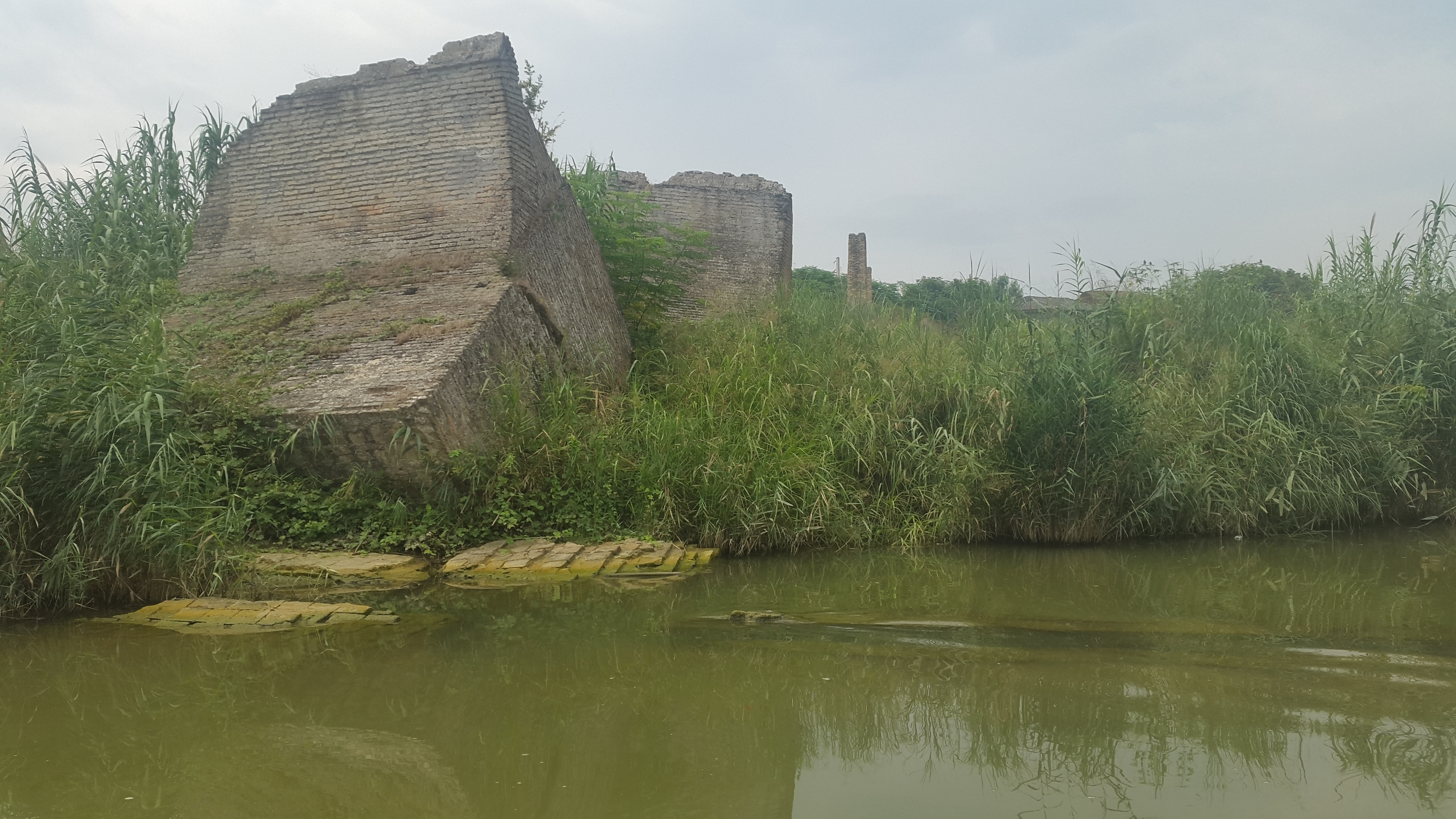
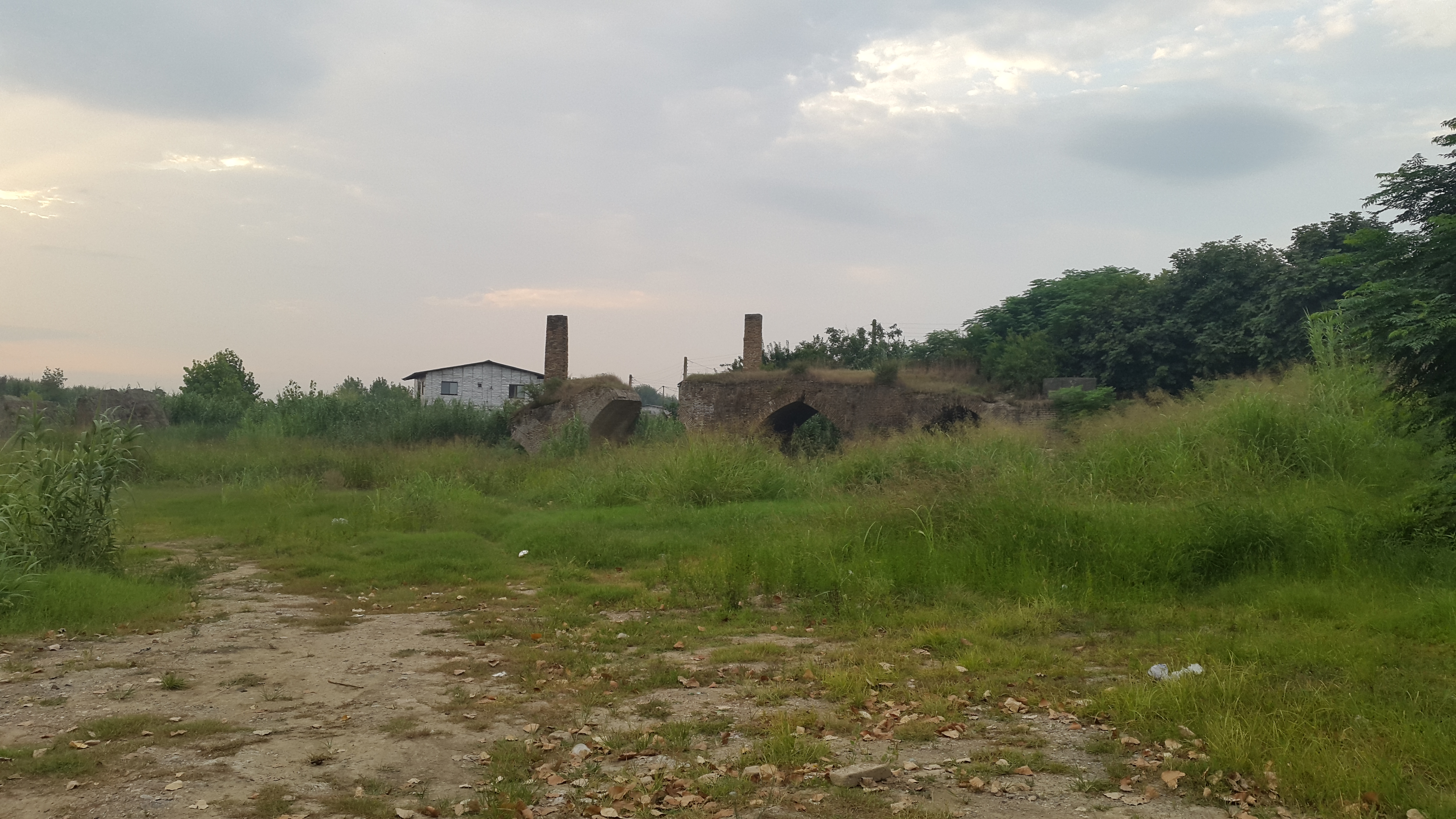
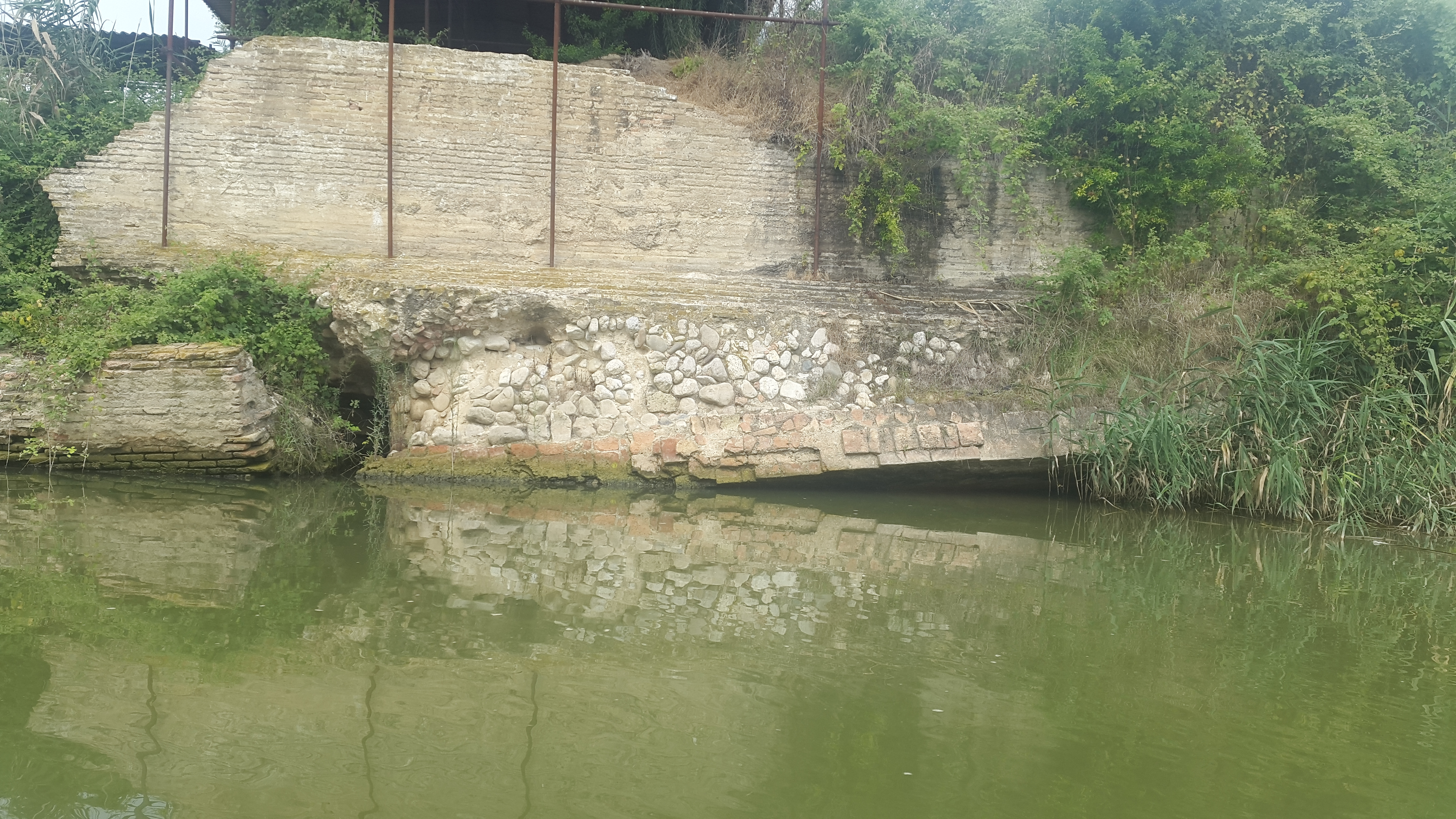
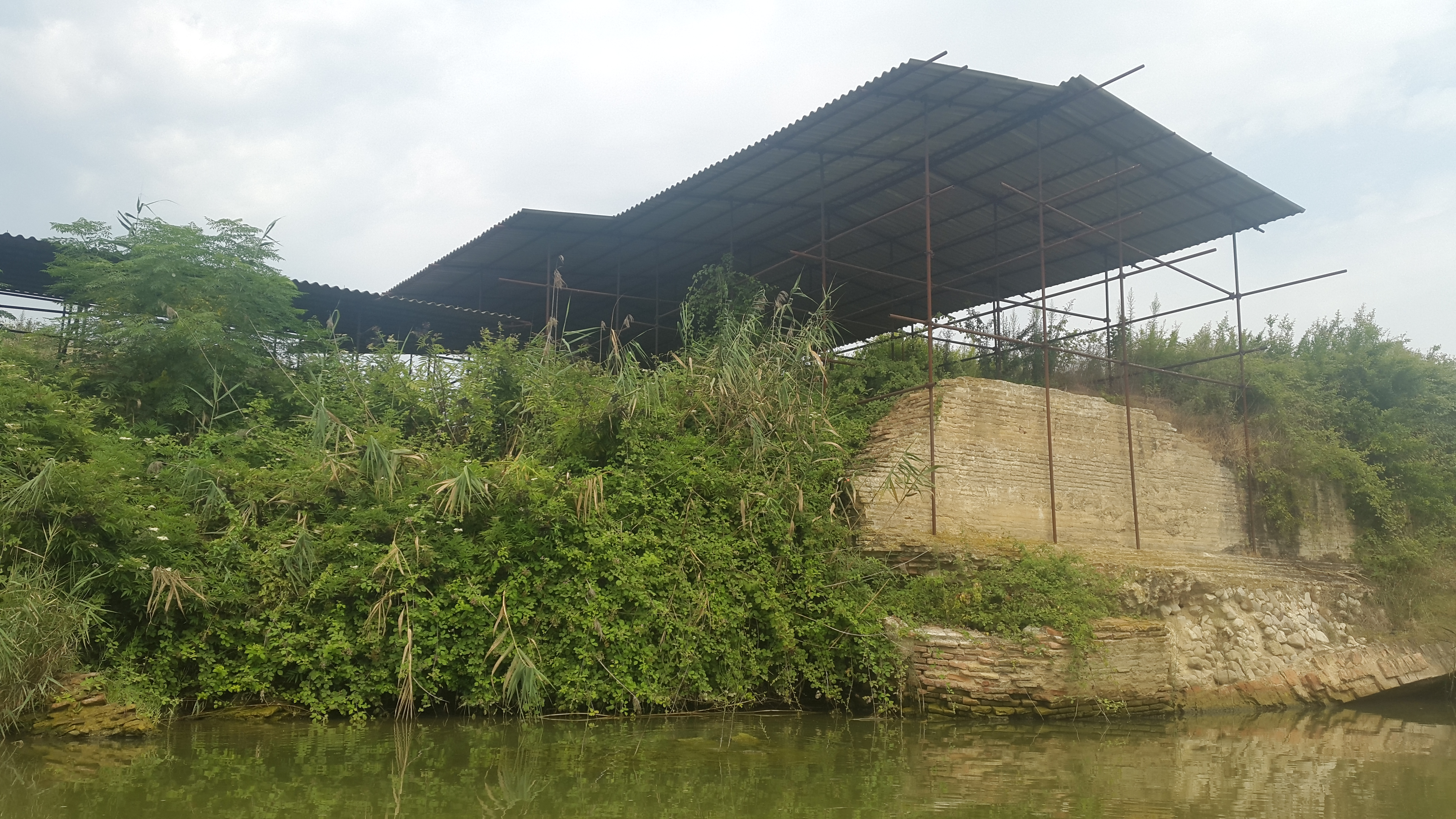